# Purin
Purin je dusíkatá heterocyklická sloučenina tvořená kondenzovaným pyrimidinovým a imidazolovým kruhem. V čistém stavu je to krystalická, zásaditá látka. Jeho deriváty, zvané puriny, jsou biologicky významné látky, součásti nukleových kyselin i jiných látek klíčových pro život. V nukleových kyselinách jsou hlavními purinovými bázemi adenin a guanin.

## Puriny v buňkách
Adenin a guanin tvoří vodíkové můstky s pyrimidinovými bázemi thyminem a cytosinem a tvoří páry bází, které kódují genetickou informaci v DNA. Kromě adeninu a guaninu se v informačních mRNA savců nacházejí ještě další, minoritní purinové báze, jako je N6-methyladenin, N6,N6-dimethyladenin nebo N7-methylguanin. Další deriváty se nacházejí v transferových RNA (tRNA).

Struktura kofeinu

Volně v buňkách se nacházejí puriny, které jsou produkty metabolismu purinových bází. Je to zejména xanthin, hypoxanthin a kyselina močová, konečný produkt katabolismu purinů. Je vylučována močí. Některé rostliny tvoří methylované xanthiny, alkaloidy, které mají účinek na centrální nervovou soustavu. Nejvýznamnější je kofein, obsažený v kávě, theofylin, obsažený v čaji, a theobromin, z kakaa a čokolády.

## Složitější deriváty
Puriny adenin a guanin jsou zpravidla vázány do komplexnějších sloučenin, zejména nukleosidů a nukleotidů.

### Nukleosidy
Většina purinů se v buňkách nevyskytuje volně, báze jsou navázané nejčastěji na pětiuhlíkatý cukr, ribózu nebo deoxyribózu jako tzv. nukleosidy. Sacharid tvoří kovalentní N-glykosidovou vazbu s N9 atomem purinového kruhu (tzn. s devátým atomem kruhu, kterým je dusík, viz obrázek číslování). Nukleosid obsahující adenin nebo guanin a ribosu se nazývají adenosin, guanosin, je-li v nukleosidu obsažena deoxyribóza, pak je vzniklým nukleosidem deoxyadenosin, resp. deoxyguanosin.

### Nukleotidy
Dojde-li k fosforylaci (tedy navázání zbytku kyseliny fosforečné) hydroxylové skupiny sacharidu, který tvoří nukleosid, dojde ke vzniku nukleotidu. Nukleotidy jsou stavebními kameny nukleových kyselin a mají nezastupitelnou úlohu při fosfotransferázových reakcích, při kterých jsou štěpeny makroergní vazby. Umožňují tak průběh jinak endergonických reakcí, jako jsou různé biologické syntézy. Příkladem takových přenašečů energie je ATP, adenosintrifosfát nebo GTP, guanosintrifosfát. Cyklický adenosinmonofosfát a guanosinmonofosfát jsou druzí poslové, kteří zprostředkovávají signál z buněčných receptorů.

## Metabolismus
Organismus je schopen využívat puriny, které přijímá v potravě, stejně tak si je dokáže syntetizovat sám de novo. Hlavním místem syntézy u savců jsou játra. Substrátem k syntéze je cukr ribosa a aminokyseliny glycin, glutamin a aspartát. Jako koenzym reakcí slouží kyselina listová (folát). Proto je kyselina listová důležitá pro dělení buněk, protože umožňuje syntézu purinových basí k syntéze nukleových kyselin.
Přebytečné puriny jsou v několika krocích oxidovány na kyselinu močovou. Ta je vylučována močí. Je však ve vodě špatně rozpustná, při její vysoké koncentraci v moči, nebo při nízkém pH moči, může krystalizovat a tvořit tak močové kameny. Při dně, metabolické poruše katabolismu purinů, dochází k nadprodukci kyseliny močové a k hyperurikemii, stavu, kdy je v séru vysoká koncentrace močové kyseliny. Pak se mohou krystaly kyseliny ukládat v měkkých tkáních nebo kloubech, což způsobuje zánětlivou reakci. Je známo více metabolických poruch purinového katabolismu: Leschův–Nyhanův syndrom, který se projevuje močovými kameny a psychickými poruchami nebo deficit enzymu purinnukleosidfosforylasy, který způsobuje těžkou imunodeficienci.

## Puriny v lékařství
Uměle připravené analogy purinů, jejich nukleotidů a nukleosidů se uplatňují v lékařství jako součást chemoterapie pro léčbu nádorů. Když se látka analogická přirozeně se vyskytujícím purinům vestaví do buněčné struktury, například do nově vznikající DNA, je toxická. Analogy bází tak zasahují všechny dělící se buňky, tedy i buňky, které se množí nekontrolovaně. Často používaný analog purinových bází je 6-thioguanin nebo 6-merkaptopurin.